# Jessé Souza

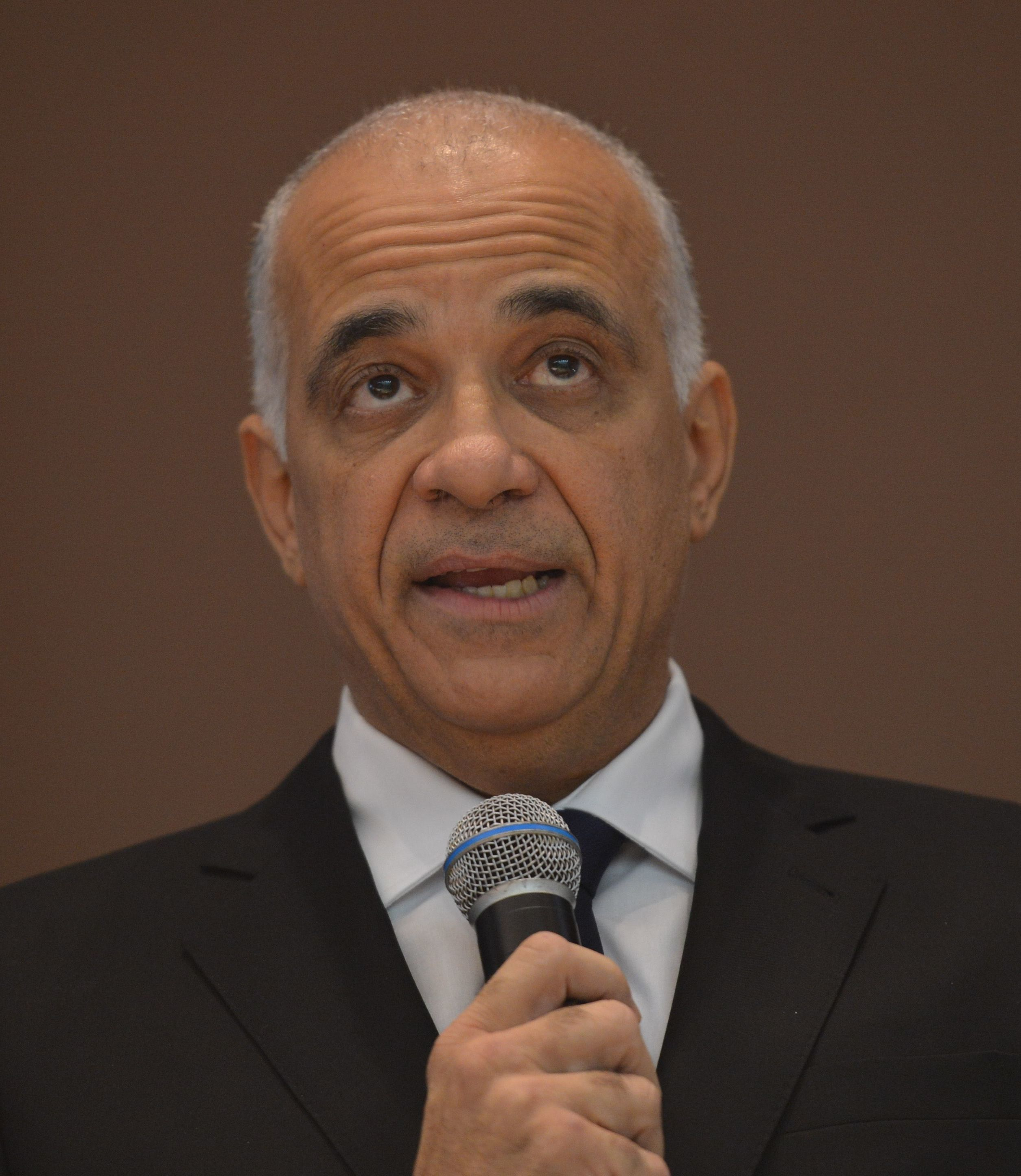
Jessé de Souza (2015)

Jessé José Freire de Souza (geboren 29. März 1960) ist ein brasilianischer Soziologe.

## Leben
Souza studierte Jura an der Universidade de Brasília und danach Soziologie an der Universität Heidelberg, wo er 1991 promoviert wurde. Weiterhin absolvierte er 1995 ein Postdoc-Studium in Psychologie an der New School for Social Research in New York. 2008 wurde er an der Universität Flensburg habilitiert.
Souza war von 2003 bis 2013 Professor an der Bundesuniversität von Juiz de Fora und Leiter des dortigen Ungleichheitsforschungszentrums. Danach leitete er das staatliche Instituto de Pesquisa Econômica Aplicada (IPEA), einen sozialökonomischen Thinktank der Brasilianischen Regierung. 2018 verließ er Brasilien und lebt inzwischen in Berlin. Im September 2019 trat er eine Gastprofessur an der Université Paris 1 Panthéon-Sorbonne an.
Jessé de Souza gilt als einer der bekanntesten Soziologen Brasiliens.

## Schriften (Auswahl)
- Mit Valter Sinder: Imagining Brazil. Global Encounters: Studies in Comparative Political Theory. Lexington Books, 2005. ISBN 978-0739110133
- Die Naturalisierung der peripheren Ungleichheit: Ein neues Paradigma zum Verständnis peripherer Gesellschaften. Vorwort Axel Honneth. VS Verlag für Sozialwissenschaften, Wiesbaden 2007, ISBN 978-3531154305
- Die Soziale Konstruktion der peripheren Ungleichheit. VS Verlag für Sozialwissenschaften, Wiesbaden 2008.
- mit Boike Rehbein: Ungleichheit in kapitalistischen Gesellschaften. Beltz Juventa, Weinheim 2014, ISBN 978-3779929475
- A elite do atraso: Da escravidão à Lava Jato. Leya, Rio de Janeiro 2017, ISBN 978-85-441-0538-2

## Einzelnachweis
1. ↑  Süddeutsche Zeitung: Interview Brasilien: "Eine Koalition der Gedemütigten". Abgerufen am 6. April 2020.

| Personendaten    | Personendaten                                                     |
| ---------------- | ----------------------------------------------------------------- |
| NAME             | Souza, Jessé                                                      |
| ALTERNATIVNAMEN  | Souza, Jessé José Freire de (vollständiger Name); Souza, Jessé de |
| KURZBESCHREIBUNG | brasilianischer Soziologe                                         |
| GEBURTSDATUM     | 29. März 1960                                                     |